# Riemanns xi-funktion

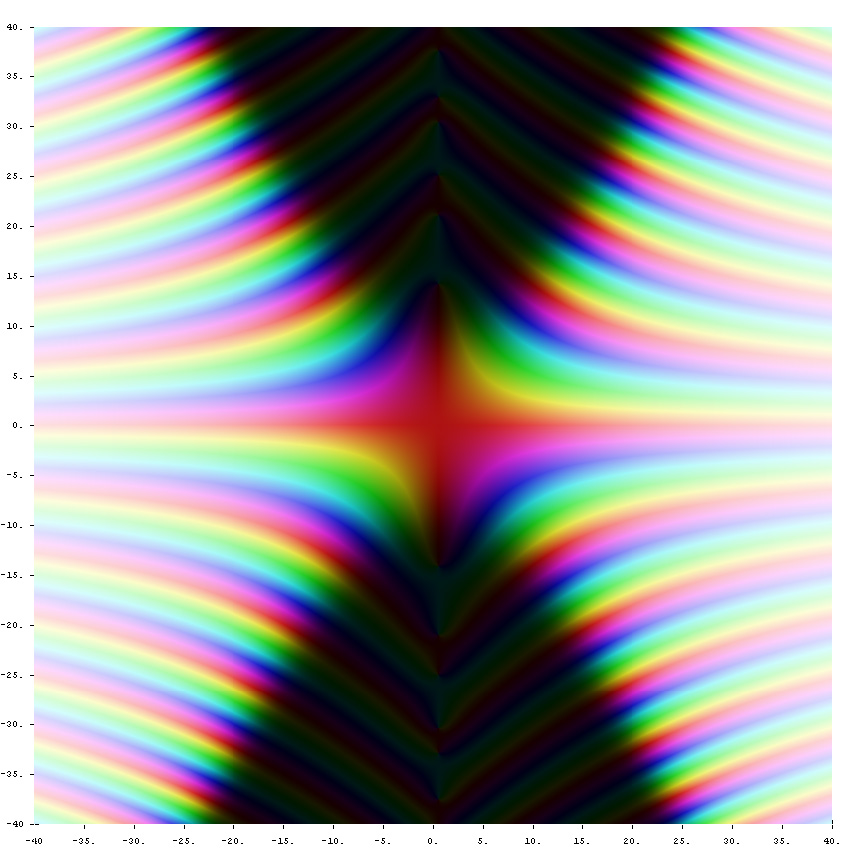
Riemanns xi-funktion i det komplexa planet. Färgen på en punkt kodar värdet av funktionen. Mörkare färger anger värden närmare noll och nyans anger värdets argument.

Inom matematiken är Riemanns xi-funktion, uppkallad efter Bernhard Riemann, en variant av den mer kända Riemanns zetafunktion.

## Definition
Riemanns xi-funktion definieras som 
{\displaystyle \xi (s)={\tfrac {1}{2}}s(s-1)\pi ^{-s/2}\Gamma \left({\tfrac {1}{2}}s\right)\zeta (s)}
för {\displaystyle s\in \mathbb {C} } och där ζ(s) är Riemanns zetafunktion. Funktionalekvationen för xi är
{\displaystyle \xi (1-s)=\xi (s).}

## Speciella värden
För positiva heltal n är
{\displaystyle \xi (2n)=(-1)^{n+1}{\frac {1}{(2n)!}}B_{2n}2^{2n-1}\pi ^{n}(2n^{2}-n)(n-1)!}
där Bn är det n-te Bernoullitalet. Exempelvis är
{\displaystyle \xi (2)={\pi  \over 6}.}
Några andra speciella värden är
{\displaystyle \xi (0)=\xi (1)=-\zeta (0)={\frac {1}{2}}}
{\displaystyle \xi (1/2)=-\zeta (1/2)\cdot {\frac {\Gamma (1/4)}{8\pi ^{\frac {1}{4}}}}=0,4971207781...} (talföljd A114720 i OEIS)
{\displaystyle \xi (3)={\frac {3}{2\pi }}\,\zeta (3)}
{\displaystyle \xi (5)={\frac {15}{2\pi ^{2}}}\,\zeta (5).}

## Serierepresentation
Xi-funktionen har serierepresentationen
{\displaystyle {\frac {d}{dz}}\ln \xi \left({\frac {-z}{1-z}}\right)=\sum _{n=0}^{\infty }\lambda _{n+1}z^{n}}
där
{\displaystyle \lambda _{n}={\frac {1}{(n-1)!}}\left.{\frac {d^{n}}{ds^{n}}}\left[s^{n-1}\log \xi (s)\right]\right|_{s=1}=\sum _{\rho }\left[1-\left(1-{\frac {1}{\rho }}\right)^{n}\right]}
där summan går över de icke-triviala rötterna ρ av zetafunktionen, ordnade enligt {\displaystyle |\Im (\rho )|}.
Denna expansion har en viktig roll i Lis kriterium som säger att Riemannhypotesen är ekvivalent med att λn > 0 för alla positiva n.